# Projekt 1134A
Projekt 1134A Berkut-A (v kódu NATO třída Kresta II) byla s deseti loďmi vůbec nejpočetnější třída raketových křižníků sovětského námořnictva z doby studené války. Třída byla modifikací Projektu 1134 (Kresta I), určenou především pro boj proti ponorkám. Oproti lodím třídy Kresta I měla tato plavidla o 2,8 m prodloužený trup, jiné elektronické systémy, sonary a také pozměněnou výzbroj (místo protilodních nesla protiponorkové střely).

## Stavba
Celkem bylo v letech 1966–1977 postaveno 10 jednotek této třídy.
Jednotky projektu 1134A:
| Jméno              | Založení kýlu | Spuštěna           | Vstup do služby    | Status        |
| ------------------ | ------------- | ------------------ | ------------------ | ------------- |
| Kronštadt          | 1966          | 10. února 1968     | 29. prosince 1969  | Vyřazen 1991. |
| Admiral Izakov     | 1968          | 22. listopadu 1968 | 28. prosince 1970  | Vyřazen 1993. |
| Admiral Nachimov   | 1968          | 15. dubna 1969     | 29. listopadu 1971 | Vyřazen 1991. |
| Admiral Makarov    | 1969          | 22. ledna 1970     | 25. října 1972     | Vyřazen 1992. |
| Maršal Vorošilov   | 1970          | 8. října 1970      | 15. září 1973      | Vyřazen 1992. |
| Admiral Okťabrskij | 1969          | 21. května 1971    | 28. prosince 1973  | Vyřazen 1993. |
| Admiral Isačenkov  | 1970          | 28. března 1972    | 5. listopadu 1974  | Vyřazen 1992. |
| Maršal Timošenko   | 1972          | 21. října 1973     | 25. listopadu 1975 | Vyřazen 1992. |
| Vasilij Čapajev    | 1973          | 28. listopadu 1974 | 30. listopadu 1976 | Vyřazen 1993. |
| Admiral Jumašov    | 1975          | 30. září 1976      | 30. prosince 1977  | Vyřazen 1992. |

## Konstrukce

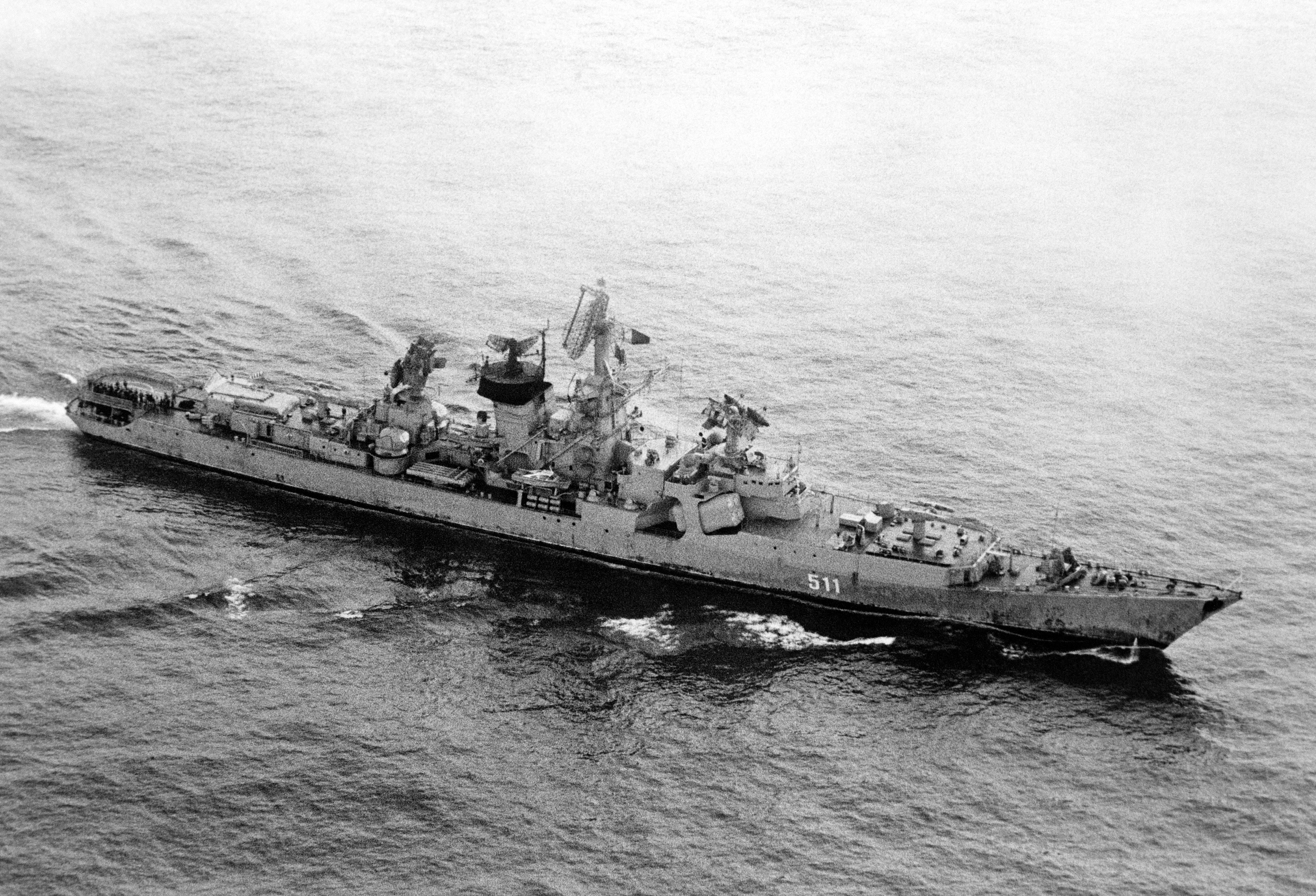
Vasilij Čapajev

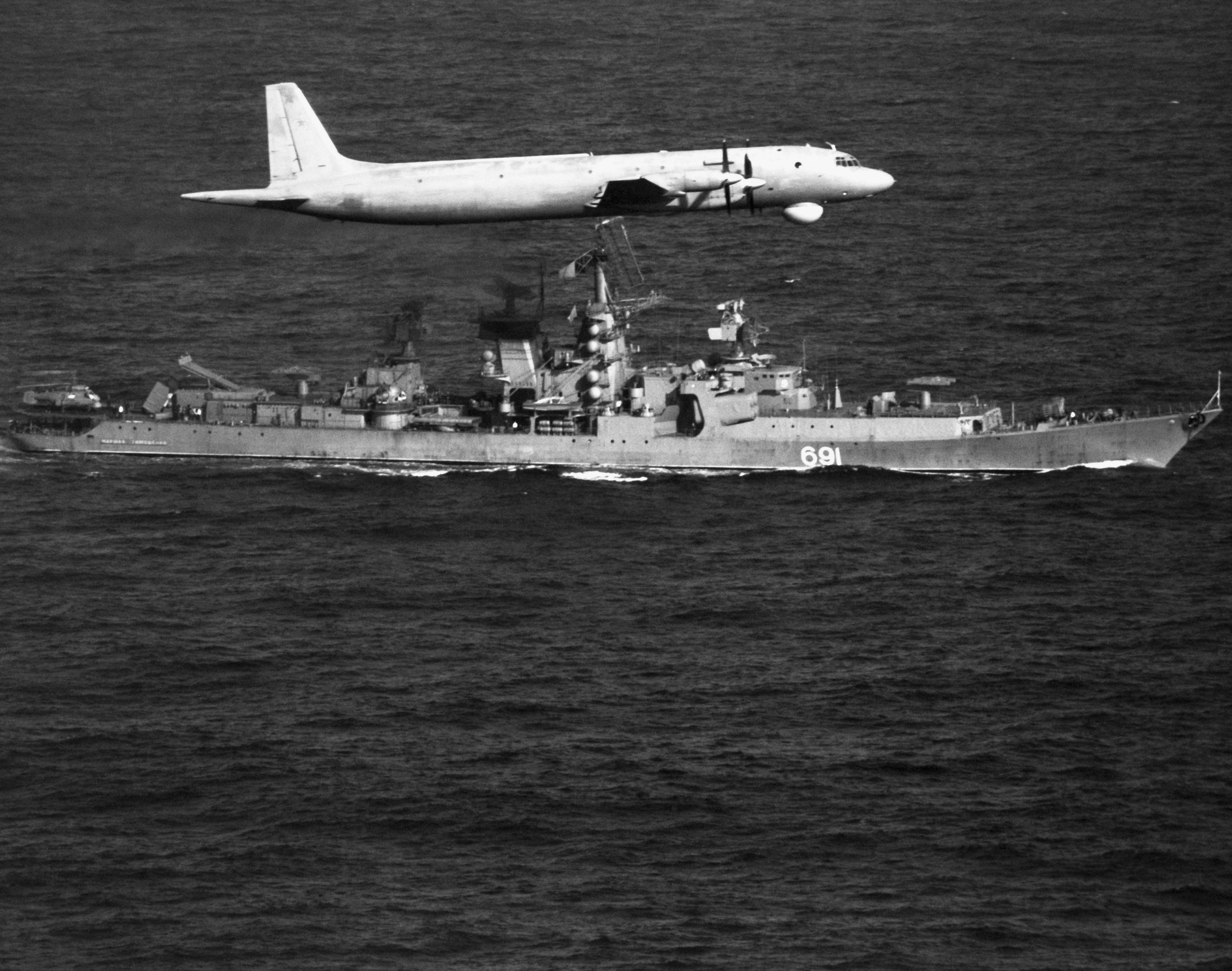
Maršal Timošenko doprovázený hlídkovým letounem Il-38

Na přídi lodi byly dva dvanáctihlavňové vrhače raketových hlubinných pum RBU-6000 Smerč-2, za nimi bylo dvojnásobné odpalovací zařízení protiletadlových řízených střel M-11 Štorm (v kódu NATO SA-N-3 Goblet). Druhé se nacházelo na zádi před hangárem, přičemž celková zásoba činila 44 střel. Na bocích nástavby se nacházely dva čtyřnásobné odpalovací kontejnery raketových torpéd RPK-3 Metel (v kódu NATO SS-N-14) o doletu 46 km. Za nimi byly po stranách hlavního stěžně čtyři rotační šestihlavňové 30mm kanóny AK-630. Na zádi se dále nacházely dvě dvouhlavňové věže s 57mm kanóny AK-725, druhý protiletadlový raketový komplet M-11 Štorm a dva vrhače raketových hlubinných pum RBU-1000 Smerč-3. Palubní vrtulník byl tentokrát typu Kamov Ka-25A.
Pohonný systém měl výkon 90 000 hp. Tvořily jej parní turbíny TV-12-1 a čtyři kotle KVN-98/64. Nejvyšší rychlost dosahovala 32,5 uzlu. Dosah byl 4700 námořních mil při rychlosti 18 uzlů.

## Operační služba
Pravděpodobně k jedinému bojovému nasazení lodi této třídy došlo ve dnech 11.–12. února 1976, kdy Admiral Makarov v souvislosti s občanskou válkou v Angole několikrát vystřelil na přístavy Lobito a Benguela, aby podpořil jednotky MPLA. Všechny křižníky byly vyřazeny počátkem 90. let 20. století.